# آنتونیو ایمبرت باررا
آنتونیو ایمبرت باررا (به انگلیسی: Antonio Imbert Barrera) (زاده ۳ دسامبر ۱۹۲۰ – درگذشته ۳۱ مه ۲۰۱۶) یک سیاستمدار و نظامی اهل جمهوری دومینیکن که از ۷ مه ۱۹۶۵ تا ۳۰ اوت ۱۹۶۵ رئیس‌جمهور این کشور بود.
آنتونیو ایمبرت باررا در ۳۱ مه ۲۰۱۶، در سن ۹۵ سالگی درگذشت.